# XScale
XScale ist Intels Implementierung der fünften Generation der ARM-Architektur basierend auf dem ARM-v5TE-Befehlssatz ohne Gleitkomma-Befehle. Die XScale-Prozessorfamilie gehört zur Gruppe der RISC-Prozessoren. Sie findet vor allem in PDAs, bei portablen DVD-Spielern und im Embedded-Bereich Anwendung. Seit 2006 gehört XScale zur Marvell Technology Group.

## Geschichte
Im Rahmen eines Rechtsstreit zwischen Intel und der Halbleiter-Abteilung von DEC übernahm Intel Rechte an der ARM-Architektur sowie deren StrongARM-Mikrocontrollerlinie. Damit suchte Intel zunächst ihre im Absatz einbrechende Linie von nicht mehr zeitgemäßen RISC-Prozessoren (i860 und i960) zu ersetzen. Der später kreierte Begriff XScale beschreibt nichts anderes als Intels Weiterführung von Prozessoren und Controllern der ARM-Linie.

## XScale-Familien
Es gibt vier Generationen von XScale-Prozessoren: PXA210/PXA25x, PXA26x, PXA27x und PXA3xx.

### Gemeinsamkeiten aller XScale-Prozessoren
Alle Generationen von XScale sind 32-Bit-ARM-v5TE-Prozessoren, die mit einem 0,18-µm-Prozess hergestellt sind, und haben einen 32-KB-Datencache und einen 32-KB-Befehlscache. Außerdem haben alle einen 2-KB-Mini-Daten-Cache.

### PXA210
Der PXA210 war Intels Einstiegs-XScale, der für Mobilfunkanwendungen vorgesehen war. Er kam zeitgleich mit dem PXA250 im Februar 2002 auf den Markt und war mit 133 oder 200 MHz erhältlich.

### PXA25x

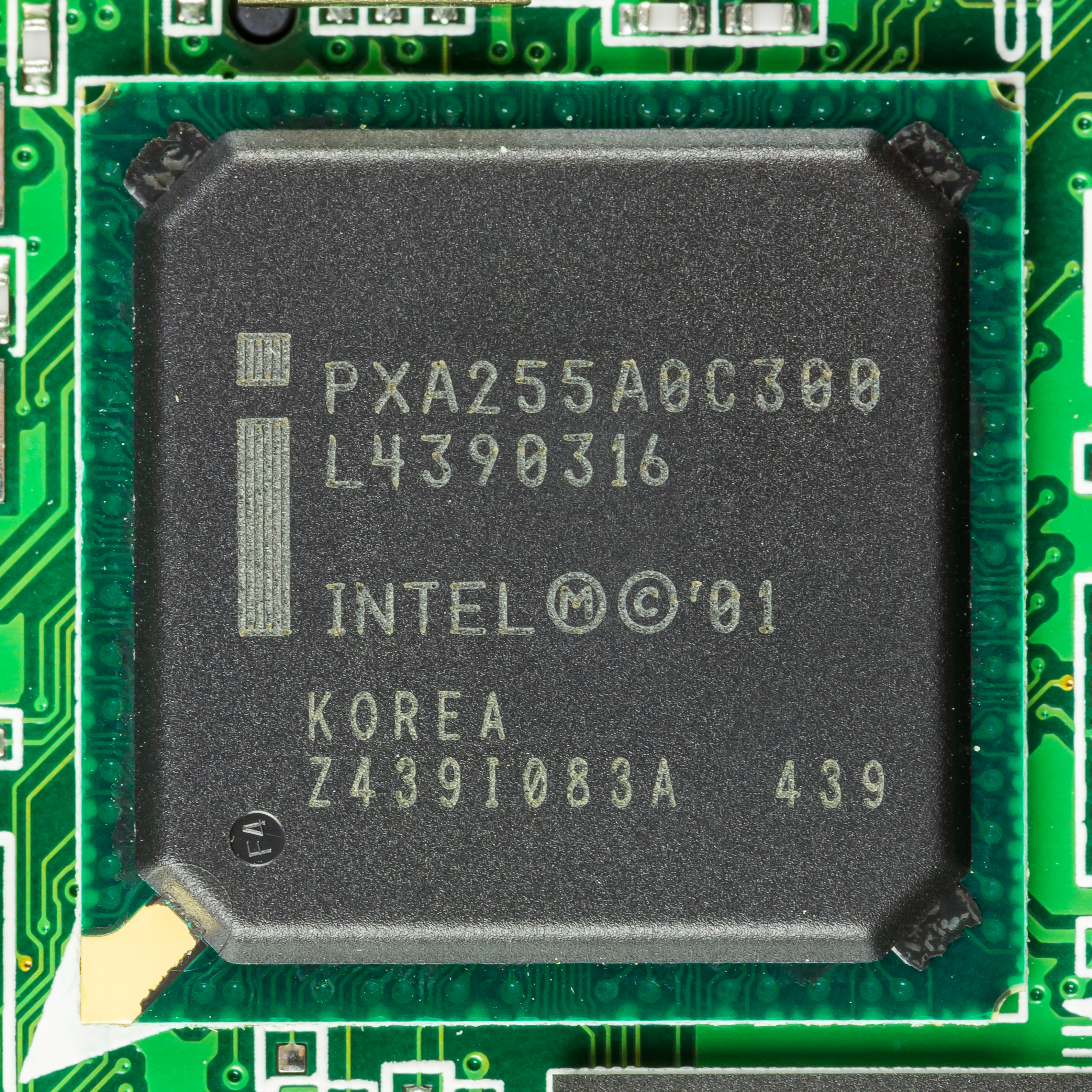
Intel PXA255

Die PXA25x-Familie besteht aus dem PXA250 und PXA255.
Der PXA250 war Intels erste Generation von XScale-Prozessoren. Es gab ihn mit drei Taktraten: 200 MHz, 300 MHz und 400 MHz. Er kam im Februar 2002 in der Chip-Version A heraus. Aber auch noch die zweite Version B war mit diversen Fehlern behaftet, die mit aufwendigen Bugfixes in der Software korrigiert werden mussten.
Der PXA255 kam im März 2003 als Ersatz seines Vorgängers heraus und war als Chip-Version C des PXA250 geplant. Der Hauptunterschied war eine verdoppelte interne Bus-Geschwindigkeit (von 100 MHz auf 200 MHz) für schnelleren Datenaustausch und eine niedrigere Betriebsspannung (nur 1,3 V bei 400 MHz) zur Reduzierung der Leistungsaufnahme.

### PXA26x
Die PXA26x-Familie besteht aus dem PXA260 und PXA261-PXA263.
Der PXA260 ist ein Stand-Alone-Prozessor mit der gleichen Taktrate wie die PXA25x, aber das Gehäuse ist um 53 % kleiner.
Die PXA261-PXA263 sind mit dem PXA260 identisch, aber haben zusätzlichen internen Speicher im Prozessor. 16 MB 16-Bit-StrataFlash-Speicher im PXA261, 32 MB 16-Bit-StrataFlash-Speicher im PXA262 und 32 MB 32-Bit-StrataFlash-Speicher im PXA263. Die PXA26x-Familie kam im März 2003 heraus.

### PXA27x (Bulverde)

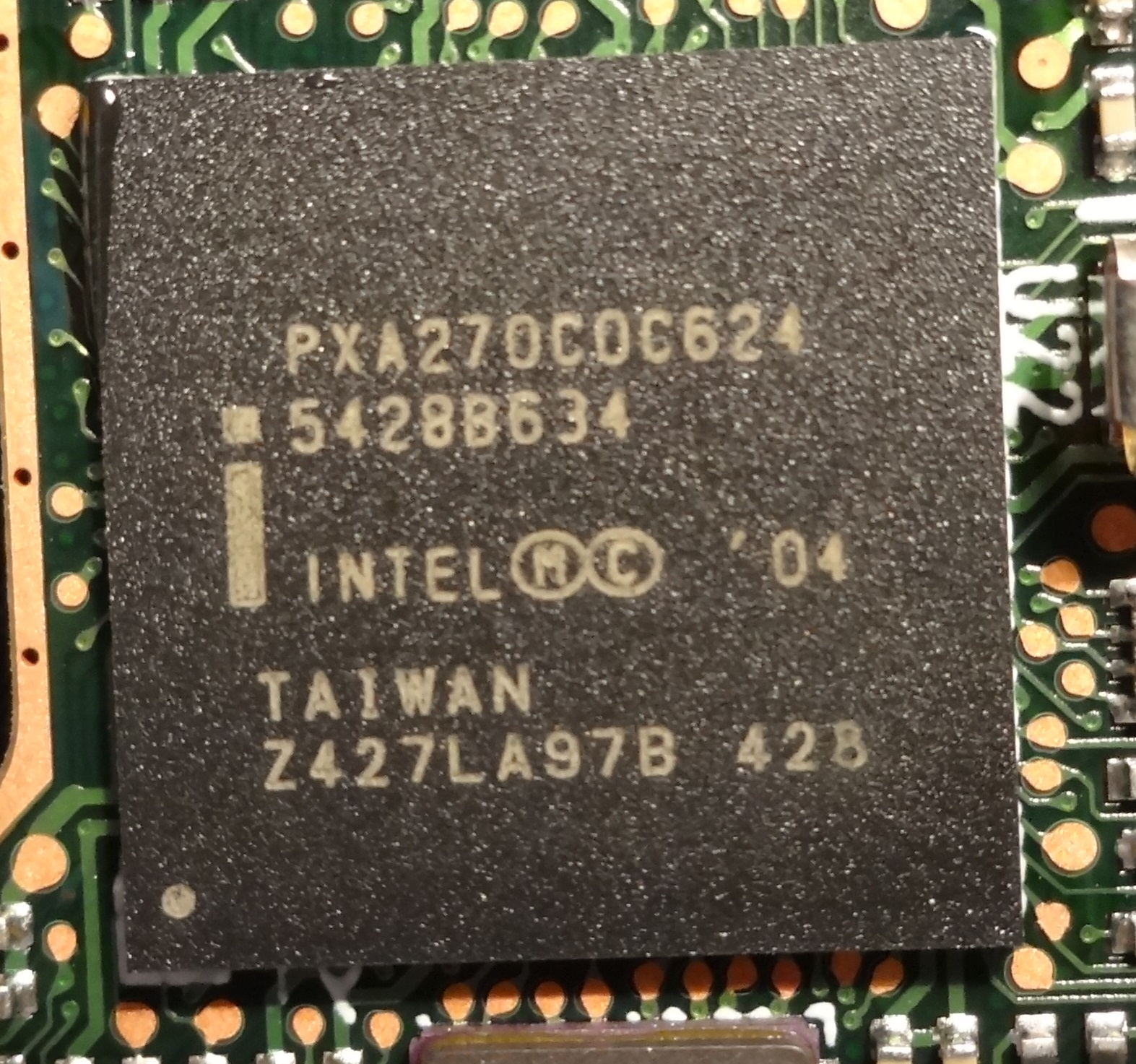
Prozessor Intel PXA270 mit 624 MHz Taktfrequenz eingebaut in ein PDA Dell Axim X30

Die PXA27x-Familie (mit dem Codenamen Bulverde) besteht aus den PXA270- und PXA271-PXA272-Prozessoren.
Den PXA270 gibt es in vier verschiedenen Taktraten (312 MHz, 416 MHz, 520 MHz und 624 MHz) und ist ein Stand-Alone-Prozessor ohne integrierten Speicher.
Der PXA271 kann vier verschiedenen Taktraten (13 MHz, 104 MHz, 208 MHz und  416 MHz) und hat 32 MB 16-Bit-StrataFlash-Speicher und 32 MB 16-Bit-SDRAM im selben Gehäuse.
Der PXA272 kann mit 312 MHz, 416 MHz oder 520 MHz getaktet werden und hat einen integrierten 64 MB 32-Bit-StrataFlash-Speicher.
Intel hat bei der PXA27x-Familie mehrere neue Funktionalitäten hinzugefügt:
- Wireless SpeedStep: um Strom zu sparen, taktet sich der Prozessor in Abhängigkeit von der Rechenlast automatisch herunter.
- Wireless MMX: 43 neue SIMD-Befehle, die den vollen MMX-Befehlssatz enthalten und die Ganzzahl-Befehle von Intels SSE-Befehlssatz zusammen mit einigen Befehlen, die einzigartig für den XScale sind. Sie werden verwendet, um die Geschwindigkeit beim Kodieren und Dekodieren von Multimedia sowie bei Spielen zu steigern.

Die PXA27x-Familie wurde im April 2004 auf den Markt gebracht. Zusammen mit der PXA27x-Familie hat Intel den 2700G-Embedded-Grafik-Coprozessor herausgebracht.

#### PXA3xx (Monahans)

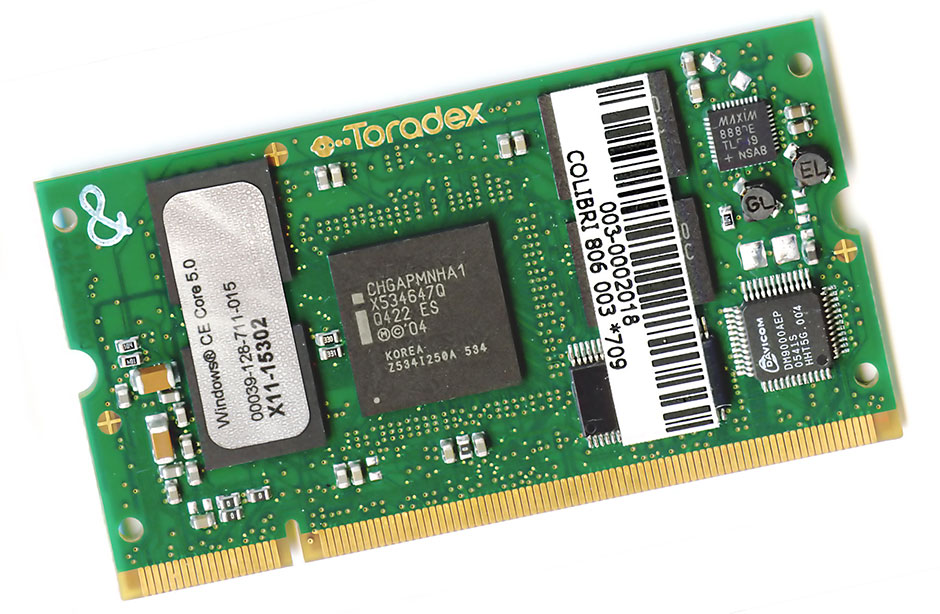
Toradex Colibri Monahans PXA290-SODIMM-Modul, Prototyp des Marvell PXA320 SODIMM-Moduls

Im August 2005 stellte Intel den Nachfolger des Bulverde-PXA270-Prozessors mit dem Codenamen Monahans vor. Der neue Monahans-Prozessor wurde mit 1,25 GHz betrieben. Intel gab eine Leistungssteigerung von 25 % gegenüber dem Bulverde-Prozessor an (800 MIPS für den 624 MHz PXA270-Prozessor gegenüber 1000 MIPS für den 1,25 GHz Monahans). Der Nachfolger des 2700G-Grafikprozessors mit dem Codenamen „Standwood“ wurde von Intel abgekündigt. Einige Merkmale des Standwood-Grafikprozessors sind bereits in den Monahans-Prozessor integriert. Bei Bedarf an zusätzlicher Grafikfunktionalität empfiehlt Intel den Einsatz von Fremdprodukten, wie etwa die Chip-Familie Nvidia GoForce.
Seit November 2006 sind die Prozessoren der PXA3xx-Reihe von Marvell Semiconductors im Handel erhältlich.

## Peripherie
Mit XScale-Prozessoren sind derzeit bis zu 128 MByte des von Intel speziell für den mobilen Einsatz entwickelten StrataFlash-Speichers direkt adressierbar. An SDRAM können bis zu 256 MByte (beim PXA270 bis zu 1 GByte) angesteuert werden. Zusätzlich sind noch 64 MByte Adressraum für langsame I/O-Devices oder schnellen SRAM verfügbar, dieser Adressraum kann auf Kosten des anschließbaren Flash (in 32-MByte-Schritten) vergrößert werden.

## Anwendungen des XScale
Der XScale-Mikroprozessor wird in zahlreichen PDAs verwendet, wie dem Palm Tungsten C oder dem Dell Axim X50 und X51. Außerdem wird der XScale in Portable Media Player (tragbare Videoabspielgeräte) wie dem Zen genutzt.
Einige Unternehmen bieten baukastenartige Systeme oder Einplatinencomputer (SBC) mit Prozessoren dieser Familie an und machen die Architektur damit auch für industrielle Anwendungen nutzbar. Diese Hersteller bieten meist auch CPU-Module zur Evaluierung (kurz EVMs) und Board Support Packages (BSPs) mit Anwendungsbeispielen an, um dem potentiellen Kunden den Einstieg in die Entwicklung eigener Lösungen zu erleichtern.

### Verkauf der Geschäftssparte
Am 27. Juni 2006 gab Intel den Verkauf seiner Kommunikations- und Applikationsprozessorsparte an die Marvell Technology Group für zum Zeitpunkt des Verkaufs umgerechnete 476 Mio. Euro (600 Mio. US-Dollar) bekannt. Nach einer vertraglich vereinbarten fünfmonatigen Übergangsfrist, hat Marvell die nächste Generation der Prozessoren vorgestellt. Die Generation PXA3xx wurde nicht mehr bei Intel gefertigt.